# Liste der Monuments historiques in Goumois (Doubs)
Die Liste der Monuments historiques in Goumois führt die Monuments historiques in der französischen Gemeinde Goumois auf.

## Liste der Objekte
| Bezeichnung                   | Beschreibung                                                       | Standort                                    | Kennzeichnung | Schutzstatus | Datum | Bild |
| ----------------------------- | ------------------------------------------------------------------ | ------------------------------------------- | ------------- | ------------ | ----- | ---- |
| Monstranz                     | Silber, vergoldet, Edelsteine, 19. Jahrhundert                     | in der Kirche Nativité-de-Notre-Dame (Lage) | PM25001574    | Classé       | 1992  |      |
| Monstranz                     | Silber, gemarkt 1701, Goldschmied Jean-Baptiste Chenevière         | in der Kirche Nativité-de-Notre-Dame (Lage) | PM25001575    | Classé       | 1992  |      |
| Kelch                         | Silber, vergoldet, zweite Hälfte des 18. Jahrhunderts              | in der Kirche Nativité-de-Notre-Dame (Lage) | PM25001576    | Classé       | 1992  |      |
| Reliquiar                     | Kupfer, vergoldet, 18. Jahrhundert                                 | in der Kirche Nativité-de-Notre-Dame (Lage) | PM25001577    | Classé       | 1992  |      |
| Krankenziborium               | Silber, Ende des 18. Jahrhunderts, Goldschmied Étienne-Claude Gras | in der Kirche Nativité-de-Notre-Dame (Lage) | PM25001578    | Classé       | 1992  |      |
| Sechs Altarleuchter           | Metall, vergoldet, Ende des 18. Jahrhunderts                       | in der Kirche Nativité-de-Notre-Dame (Lage) | PM25001579    | Classé       | 1992  |      |
| Sechs Altarleuchter           | Metall, versilbert, nicht datiert                                  | in der Kirche Nativité-de-Notre-Dame (Lage) | PM25001580    | Classé       | 1992  |      |
| Behälter für die heiligen Öle | Zinn, Ebenholz, 18. Jahrhundert                                    | in der Kirche Nativité-de-Notre-Dame (Lage) | PM25001589    | Classé       | 1992  |      |
| Ziborium                      | Glas, Holz, 18. Jahrhundert                                        | in der Kirche Nativité-de-Notre-Dame (Lage) | PM25001590    | Classé       | 1992  |      |
| Relief Marientod              | Holz, farbig gefasst, 15. Jahrhundert                              | in der Kirche Nativité-de-Notre-Dame (Lage) | PM25000751    | Classé       | 1910  |      |
| Skulptur Sitzende Madonna     | Holz, farbig gefasst und vergoldet, 16. Jahrhundert                | in der Kirche Nativité-de-Notre-Dame (Lage) | PM25000752    | Classé       | 1964  |      |
| Ziborium                      | Silber, 19. Jahrhundert                                            | in der Kirche Nativité-de-Notre-Dame (Lage) | PM25002135    | Inscrit      | 1991  |      |
| Ziborium                      | Silber, Edelsteine, bezeichnet 1868                                | in der Kirche Nativité-de-Notre-Dame (Lage) | PM25002136    | Inscrit      | 1991  |      |
| Vier Reliquiare               | Holz, vergoldet, 19. Jahrhundert                                   | in der Kirche Nativité-de-Notre-Dame (Lage) | PM25002137    | Inscrit      | 1991  |      |
| Zwei Weihwasserbecken         | Gusseisen, 19. Jahrhundert                                         | in der Kirche Nativité-de-Notre-Dame (Lage) | PM25002138    | Inscrit      | 1991  |      |
| Kruzifix                      | Holz, farbig gefasst, 18. Jahrhundert                              | in der Kirche Nativité-de-Notre-Dame (Lage) | PM25002139    | Inscrit      | 1991  |      |
| Kelch und Patene              | Silber, vergoldet, Edelsteine, zwischen 1819 und 1829              | in der Kirche Nativité-de-Notre-Dame (Lage) | PM25002146    | Inscrit      | 1992  |      |